# Veljko Bulajić
Veljko Bulajić (Vilusi, 22 de março de 1928 – Zagreb, 3 de abril de 2024) foi um cineasta montenegrino-croata.

## Morte
Bulajić morreu no dia 2 de abril de 2024, aos 96 anos.

## Filmografia selecionada
- Train Without a Timetable (1959)
- Atomic War Bride (1960)
- Kozara (1962)
- Skoplje '63 (1964)
- Looking Into the Eyes of the Sun (1966)
- Battle of Neretva (1969)
- The Day That Shook the World (1975)
- The Man to Destroy (1979)
- High Voltage (1981)
- Great Transport (1983)
- The Promised Land (1986)
- Donator (1989)
- Libertas (2006)